# اوپتاند
اوپتاند (به سوئدی: Optand) یک منطقهٔ مسکونی در سوئد است که در بخش اوسترشوند واقع شده‌است. اوپتاند ۰٫۶۴ کیلومتر مربع مساحت و ۲۵۷ نفر جمعیت دارد.